# Gueorgui Vaïner
Œuvres principales
- L'Évangile du bourreau
- 38, rue Petrovka

Gueorgui Alexandrovitch Vaïner (en russe : Георгий Александрович Вайнер) est un écrivain russe né le 10 février 1938 à Moscou, dans une famille d'origine juive et mort le 12 juin 2009 à New York.
Un temps journaliste, il devient ensuite juriste.

## Bio
Dans les années 1970, il écrit avec son frère Arkadi une dizaine de romans policiers qui se vendent à plusieurs millions d'exemplaires, le plus célèbre étant 38, rue Petrovka qui deviendra par la suite une série télévisée à succès en Union soviétique, avec pour acteur-vedette Vladimir Vyssotsky, série dont les frères Vaïner signeront le scénario.
En 1990, il part aux USA, et y travaille comme journaliste de 1992 à 2001. Il est rédacteur en chef du journal Novoe rousskoe slovo.

## Source
Il n'existe que très peu de sites internet francophones ou même anglophones consacrés à cet écrivain. Par conséquent, les informations servant de base à cet article sont des biographies disponibles sur des sites russes :
- http://www.peoples.ru/art/literature/prose/detectiv/g_vainer/
- http://lib.aldebaran.ru/author/vainer_georgii/
- http://www.litportal.ru/index.html?a=163